# Pagani Zonda
La Pagani Zonda è una automobile Gran Turismo a motore centrale prodotta in Italia dalla Pagani Automobili tra il 1999 e il 2010. Ne sono state prodotte circa una decina di versioni differenti per un totale di 140 esemplari. Il nome deriva da un forte vento caldo che soffia nella regione di Cuyo in Argentina.

## Storia
I primi progetti della Zonda risalgono ai primi anni novanta quando Horacio Pagani, che aveva un passato alla Lamborghini, fonda la Pagani Composite Research e la Modena Design. Il progetto iniziale era denominato semplicemente C8, ma Pagani aveva pensato di dedicare la macchina a Juan Manuel Fangio che lo aveva presentato ai vertici della Mercedes-AMG.
Grazie all'intercessione di Fangio, Pagani ottiene dalla Mercedes-AMG la fornitura dei motori per le sue vetture e nel 1998 viene realizzato il prototipo definitivo del progetto C8 che esteticamente si ispira alle Mercedes che correvano nella categoria sport prototipi nei primi anni novanta.
Nel 1999, la C8 la viene presentata al Salone di Ginevra e riceve il nome definitivo di Zonda, un vento che soffia nelle pampas argentine. Il nome completo della vettura era Zonda C12 e si metteva in evidenza per l'esteso uso di materiali compositi sia per il telaio che per la carrozzeria.
La Zonda C12 non sarebbe stata che la prima di una lunga serie di varianti della Zonda, tra cui si ricordano la Zonda F (2005), la Zonda Cinque (2008) e la Zonda R (2009).

## Pagani Zonda C12
La Zonda C12 venne presentata a Ginevra nel 1999 ed era equipaggiata con il V12 Mercedes-Benz M120 da 6 litri da 394 CV e 550 Nm capace di spingere la C12 a oltre 330 km/h con un'accelerazione sullo 0-100 km/h di poco più di 4 secondi. Degno di nota è anche l'esteso uso di materiali compositi per carrozzeria e telaio. Questo rendeva la C12 allo stesso tempo rigida e leggera.
In tutto furono prodotte solo cinque C12, di cui una dedicata ai crash test e un'altra usata come vettura da esposizione. Le tre restanti furono messe in vendita al prezzo di 320.000 $.
Attualmente esiste un solo esemplare della C12 che non sia stato in alcun modo aggiornato, quello con il telaio numero 3.
Al Motor Show di Ginevra 2019 viene presentata la C12 con il telaio numero 1, restaurata per la celebrazione dei 20 anni della Zonda.
La terza (telaio numero 7), invece, è stata trasformata in Zonda S 7.3 con modifiche estetiche e al motore.

### Zonda S 7.0

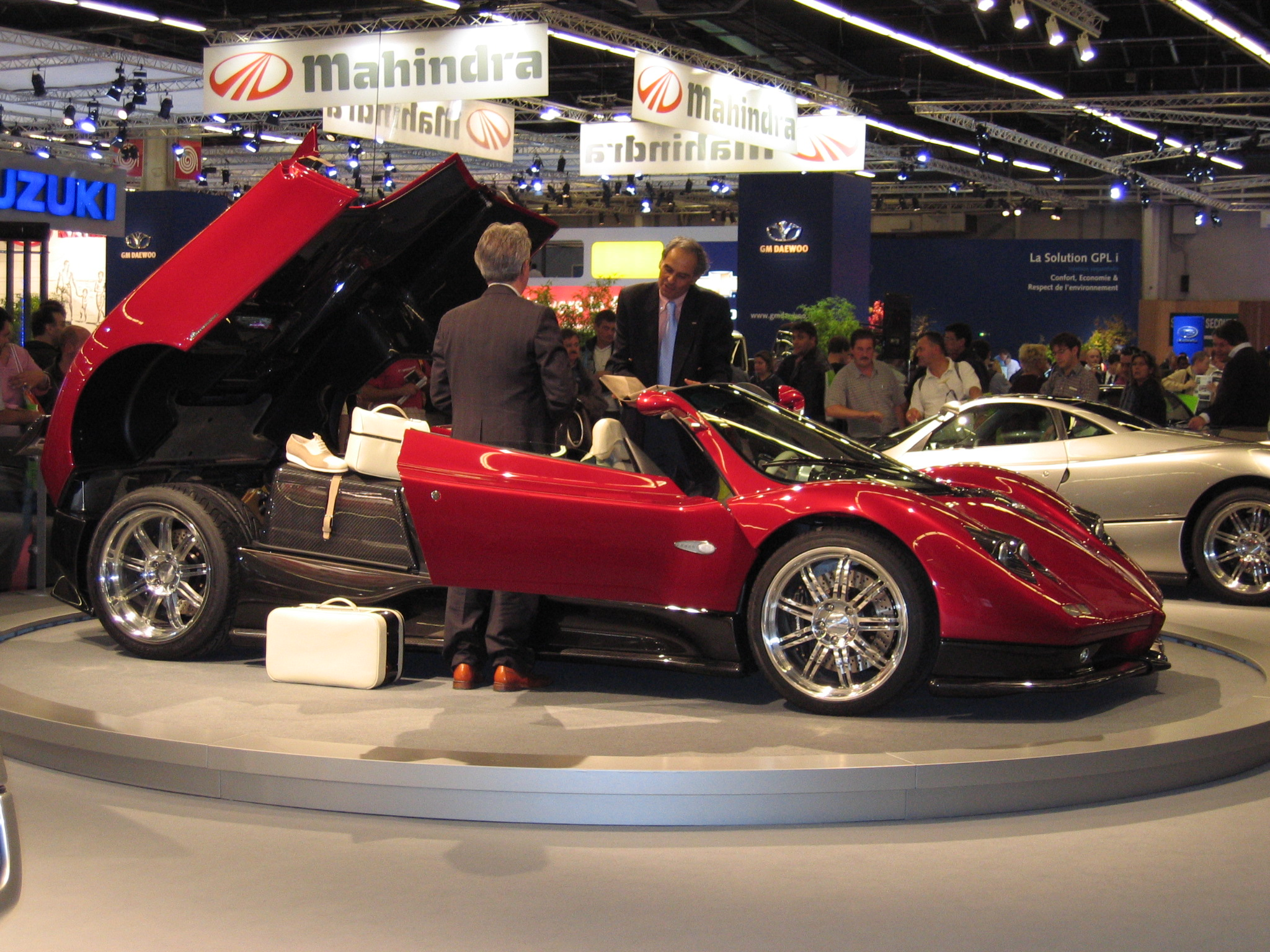
Una Pagani Zonda C12 S 7.3 Roadster

Un paio di anni dopo la sua presentazione, la C12 beneficiò di una versione elaborata dalla AMG del motore M120 che ora aveva una cilindrata di 7 litri. La potenza saliva a 550 CV e il peso scendeva di 10 kg grazie ad alcuni accorgimenti come l'adozione di un nuovo scarico più leggero. Esteticamente la C12 S si distingue per un nuovo alettone posteriore e per il frontale che presenta un chiaro richiamo al mondo della Formula 1. 
La S 7.0 era disponibile anche in versione roadster.
Vennero prodotti 13 esemplari coupé e 12 roadster.

### Zonda S 7.3
Nel 2002 la C12 S ricevette un nuovo motore ancor più potente e dotato per la prima volta del controllo di trazione. Era un 7,3 litri Mercedes-AMG da 555 CV e 750 Nm. La velocità massima dichiarata dalla Pagani era di 350 km/h che variava a seconda della configurazione aerodinamica regolabile dal proprietario.
Vennero prodotti 20 esemplari coupé.
La Zonda S 7.3 con telaio numero 39 è stata successivamente trasformata in Zonda F.
La zonda S 7.30 con il telaio numero 45 è stata trasformata in Zonda F Roadster e usata come prototipo.

### Zonda C12 S Monza (2004)

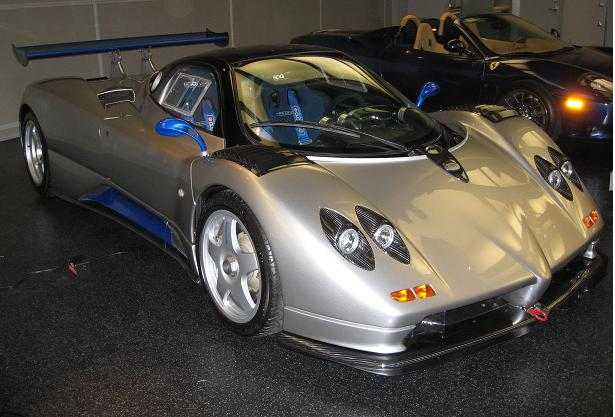
La Pagani Zonda C12 S Monza

Nel 2004, un cliente americano chiese alla Pagani di approntargli una versione più potente della C12 S 7.3. Il risultato fu la C12 S Monza presentata al Motor Show di Parigi e rimasta esemplare unico. Le differenze con la C12 standard erano il tetto in carbonio, lo scarico libero, un nuovo alettone, la potenza che raggiungeva i 680 CV e altri accorgimenti per ridurre il peso e migliorare l'efficienza in pista. La velocità massima rilevata era di oltre 350 km/h.

## Zonda GR
Nel 2002 la Zonda aveva compiuto 4 anni di vita ma non aveva ancora debuttato nel mondo delle corse. Per farlo Tom Weickardt, proprietario della American Viperacing, Toine Hezemans, proprietario della Carsport Holland, e Paul Kumpen, titolare della GLPK, crearono la Carsport Zonda per costruire una versione da corsa della Zonda su licenza della Pagani. Il primo esemplare vide la luce a Modena pochi mesi dopo l'accordo con Pagani.
La Zonda GR era basata sulla C12 S. Aveva infatti lo stesso telaio in fibra di carbonio ma vennero aggiunti dei diffusori anteriori e posteriori per migliorarne l'aerodinamica. Anche le sospensioni erano nuove così come i freni specifici per le corse. Il motore beneficiò di un nuovo radiatore più grande e di un nuovo sistema di lubrificazione. Rispetto alla versione di serie, le prestazioni della GR erano notevolmente migliorate. La potenza sfiorava infatti i 600 CV e 800 Nm con la linea rossa del contagiri spostata a 7.500 giri/min.
In generale la GR seguiva i regolamenti della FIA e dell'ACO per poter essere correttamente omologata nella categoria GT. Nel 2003 ha partecipato alla 12 Ore di Sebring e alla 24 Ore di Le Mans ma con scarso successo.

## Zonda F (2005-2006)
La Pagani Zonda F, dove la F sta per Fangio, in onore al pilota argentino, venne presentata al Salone dell'automobile di Ginevra nel 2005. Fu la prima volta dal 1999 che una Zonda venne profondamente rivista sia nel telaio che nell'aerodinamica.

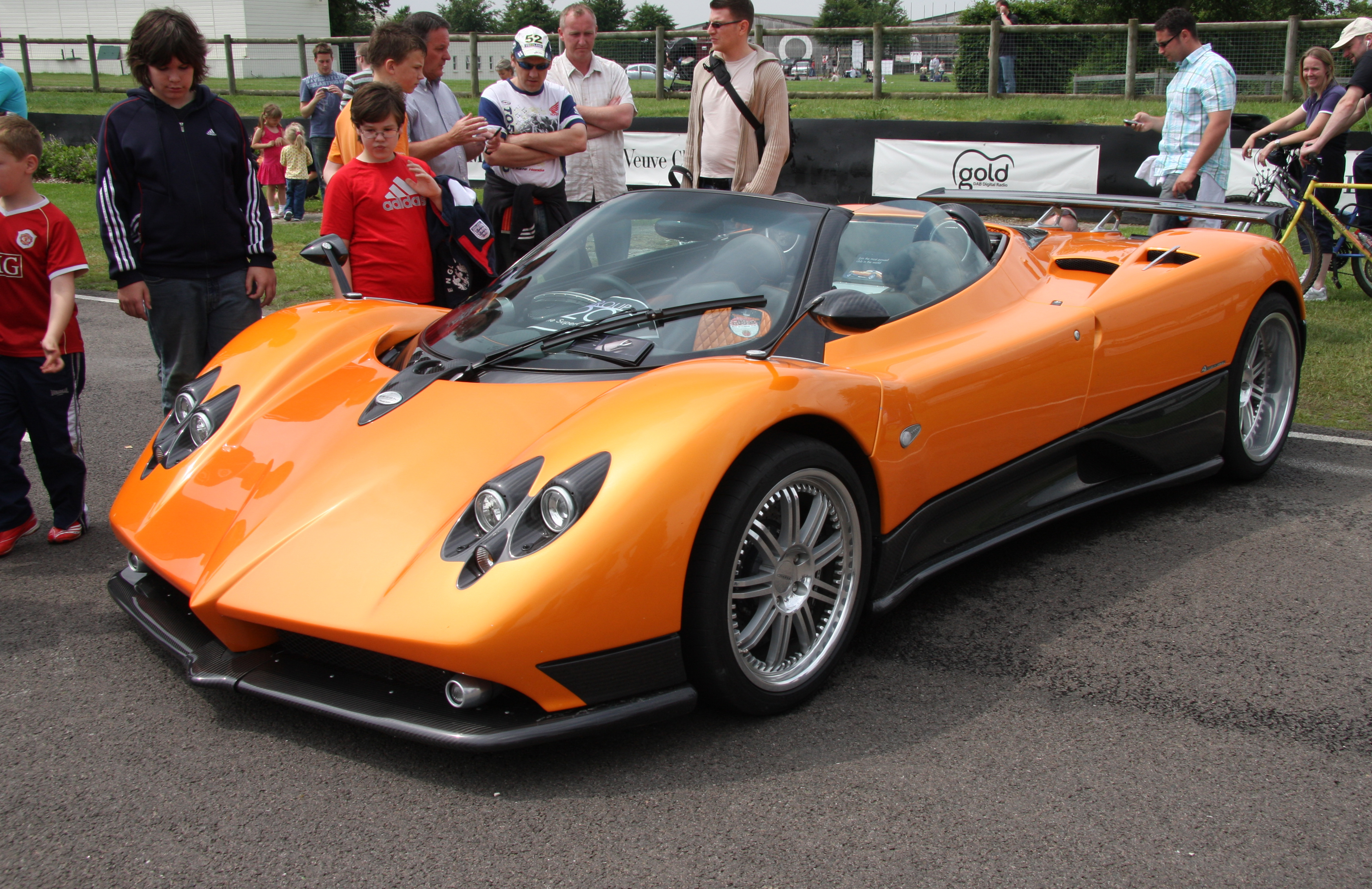
Una Pagani Zonda F Roadster

Il motore restava il 7,3 litri AMG della C12 S 7.3, ma era completamente nuovo lo scarico idroformato e l'airbox progettato secondo standard da Formula 1. Esteticamente si riconosce dalla progenitrici per la presenza di spoiler aggiuntivi e per il nuovo disegno dei gruppi ottici anteriori.
Al momento dell'acquisto, l'acquirente poteva decidere se verniciare la carrozzeria o lasciare la fibra di carbonio in vista. 
Un anno dopo la coupé, a Ginevra venne presentata la versione scoperta della Zonda F. Esteticamente, la Roadster è del tutto simile alla coupé e si differenzia solo per il tetto rimovibile in carbonio che pesa solo 5 kg. Il motore beneficia di 50 CV extra.
Ne sono stati prodotti 32 esemplari coupé e 23 roadster.

## Zonda R (2009)

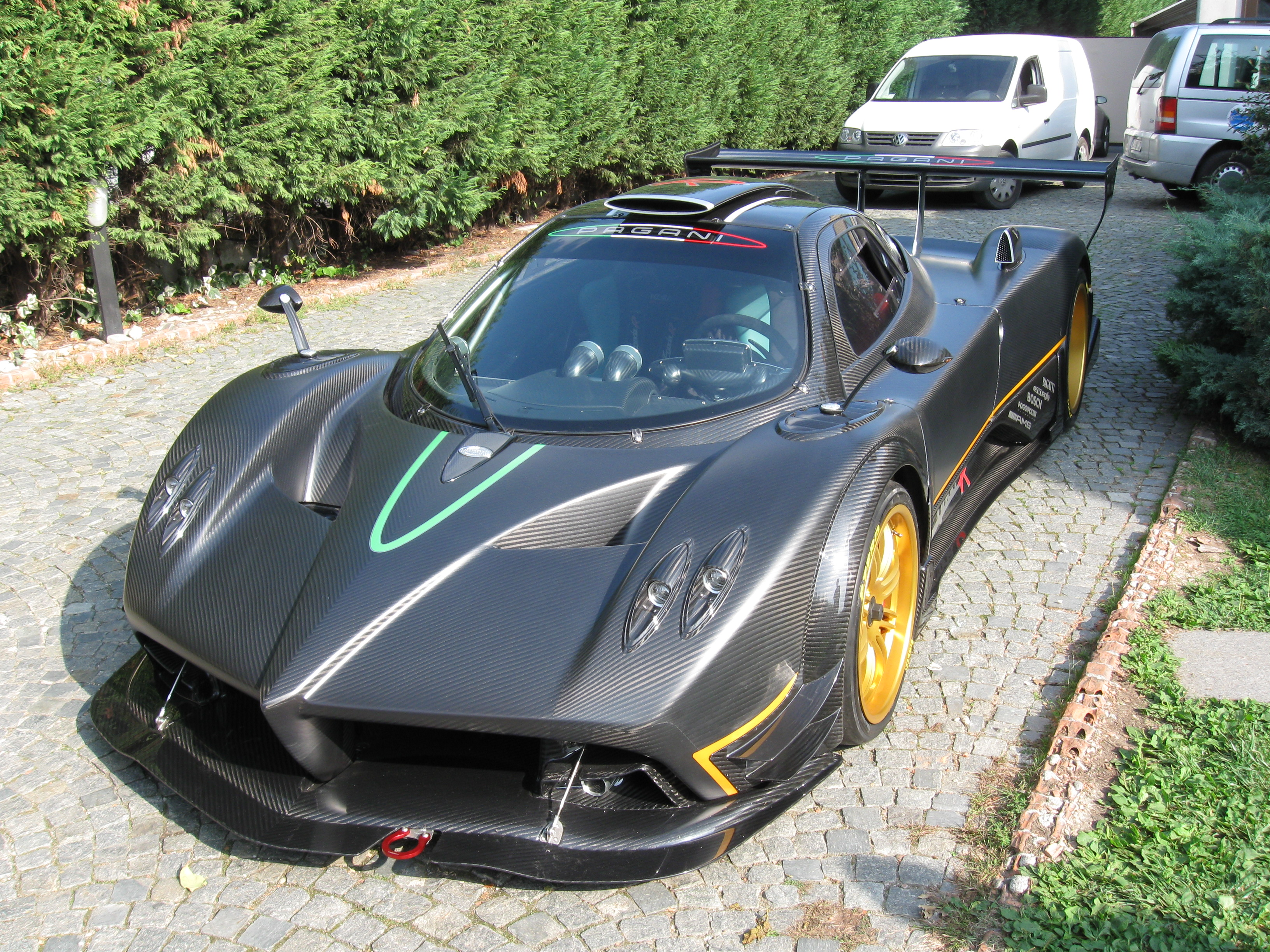
Pagani Zonda R

La Zonda R venne presentata al pubblico nel 2007 ma il modello definitivo sarebbe arrivato solo nel 2009.
La Zonda R è un'auto completamente nuova, senza alcun legame con le altre Zonda. In particolare si tratta di una vettura laboratorio per studiare quelle soluzioni tecniche che sarebbero state adottate sulla Pagani Huayra, della quale già si intravedono le nuove scelte stilistiche.
Il telaio è costruito in una particolare lega al carbonio-titanio concepita in modo che alla vista assuma una particolare trama a V. La carrozzeria è concepita per avere la massima deportanza possibile e il motore è un V12 M120 6 litri AMG derivato direttamente da quello della Mercedes-Benz CLK GTR.

## Zonda Cinque (2010)

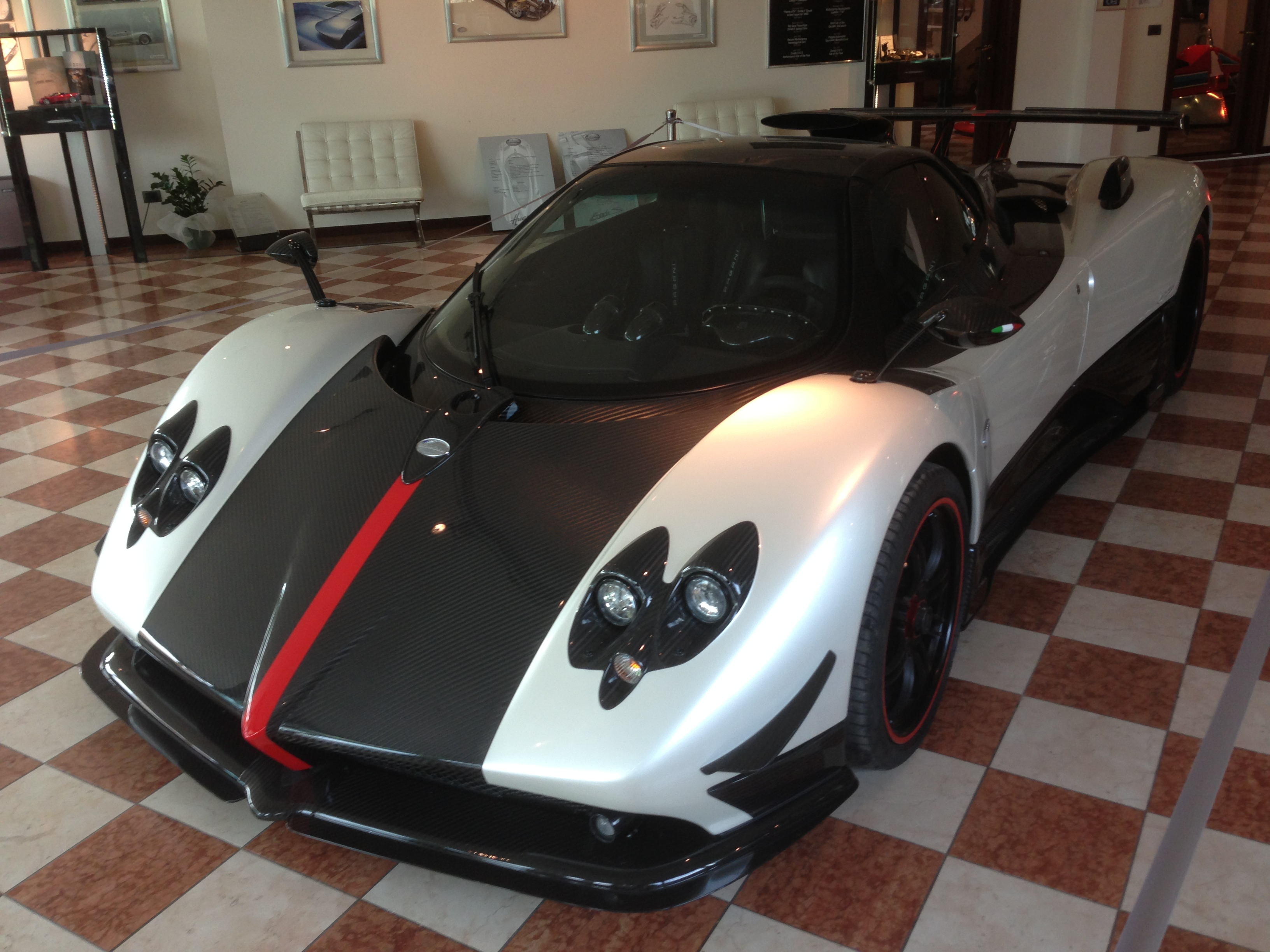
Pagani Zonda Cinque

La Pagani Zonda Cinque è stata realizzata su specifica richiesta del dealer Pagani di Hong Kong. È stata prodotta in soli 5 esemplari, da qui il nome Cinque.
La Cinque Roadster condivide tutto con la sorella coupé a parte un telaio riprogettato e rinforzato per compensare la mancanza del tetto. Anche la Roadster è stata prodotta in 5 esemplari.

## Zonda Tricolore (2010)

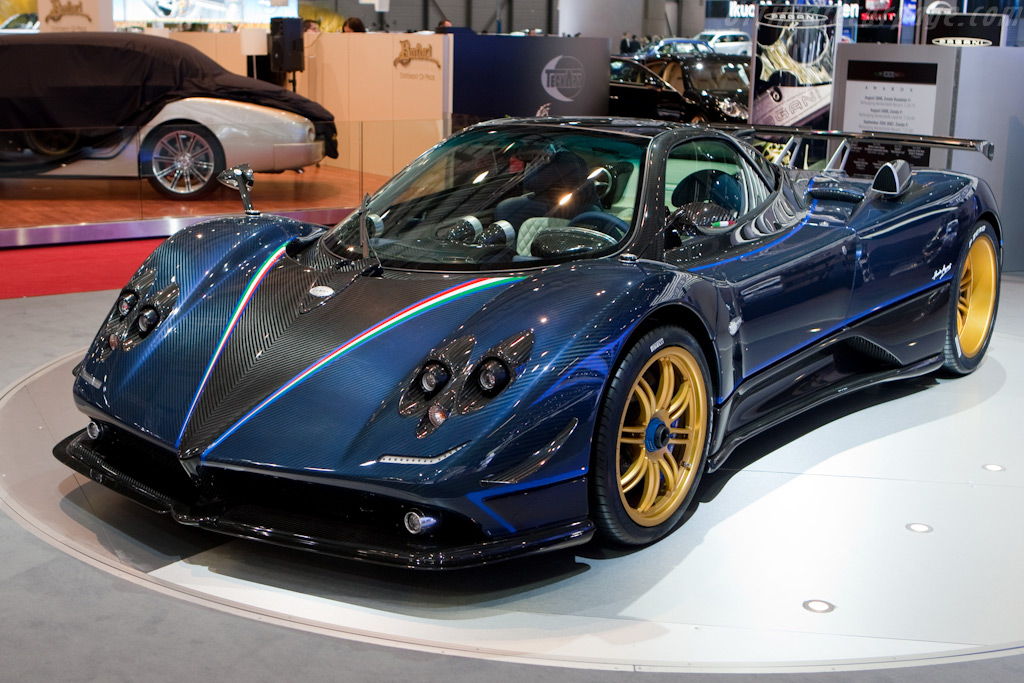
Una Pagani Zonda Tricolore

La Zonda Tricolore è stata allestita nel 2010 con le specifiche della Zonda Cinque. L'intento della Tricolore era quella di celebrare il 50º anniversario delle Frecce Tricolori. Si caratterizza per la livrea azzurra con bande tricolori, che richiama quella degli Aermacchi MB-339 della PAN, e per i cerchi dorati.
Ne sono stati prodotti 3 esemplari.

## Zonda 760 e One-Off
Negli anni sono state trasformate molte Zonda (S e F) in esemplari unici, mentre altri sono stati costruiti su nuovi telai. I nomi dati a queste One-Off sono svariati, infatti in molti casi il cliente ha optato per le proprie iniziali, come ad es. le Zonda PS, Zonda LH (ordinata e per molti anni posseduta dal noto pilota di Formula 1 Lewis Hamilton), AG, VR, mentre in altri casi il nome ha un'origine diversa: si cita come esempio la Zonda Fantasma (poi Fantasma Evo), il cui nome deriva dal fatto che questa One-Off è stata costruita in seguito ad un incidente in cui l'originale Zonda F andò distrutta.

### Zonda PS

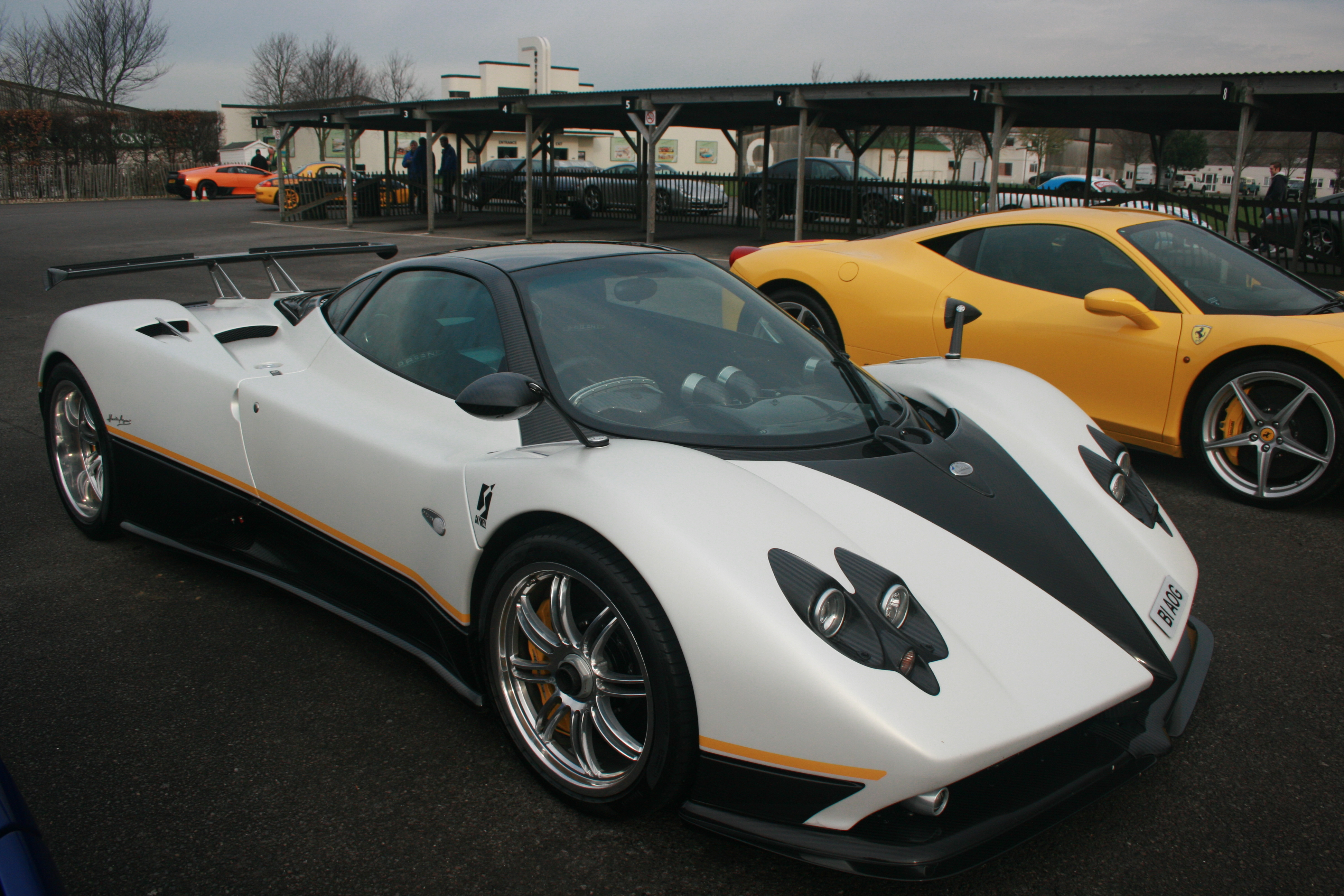
La Pagani Zonda PS

La Zonda PS è una versione unica realizzata per un acquirente britannico, le cui iniziali donano il nome all'auto. Derivata dalla Zonda F, in un primo periodo era di colore bianco e presentava un insolito scarico con i quattro tubi di scarico allineati, ma nel 2013 è stata modificata ulteriormente ed ora è tornata alla configurazione dello scarico tradizionale della Pagani, oltre ad implementare anche componenti derivati dalla R e dalla Huayra. Le altre modifiche sono una nuova colorazione blu lucido, un nuovo spoiler posteriore, una nuova presa d'aria sul tettuccio ed altre appendici aerodinamiche.

### Zonda GJ

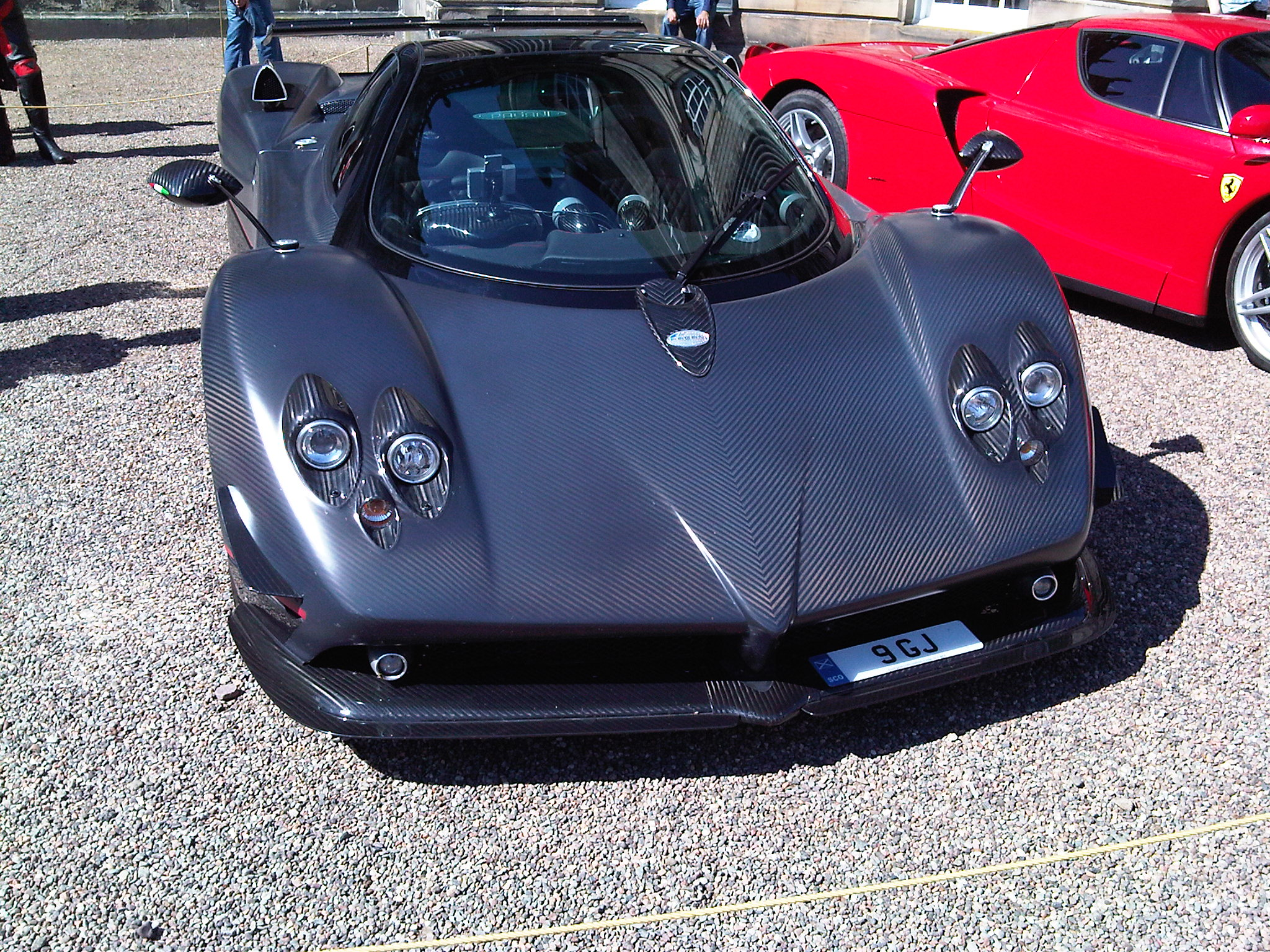
La Pagani Zonda GJ

La GJ era derivata originariamente da una Zonda C12 che dopo un incidente venne riparata nella fabbrica della Pagani e fu anche aggiornata con il pacchetto ad alte prestazioni F. Ciò portò all'installazione del nuovo propulsore AMG V12 7.3 dalla potenza di 550 CV. In seguito, anche la GJ verrà distrutta in un incidente. 

### Zonda HH
La HH è una one-off che si basa sulla F Roadster. La carrozzeria presenta una colorazione blu con inserti in carbonio, e un nuovo design all'anteriore, derivato dalla Cinque. Le caratteristiche meccaniche sono invece invariate rispetto alla F Roadster.

### Zonda Nero
La Zonda Nero è un esemplare unico di Zonda S che è stato aggiornato nel 2010 con meccanica proveniente dalla F Clubsport e carrozzeria della F, con prese d'aria aggiuntive provenienti dalla Cinque, assumendo anche una colorazione esterna full black, da cui proviene il nome.

### Zonda Absolute

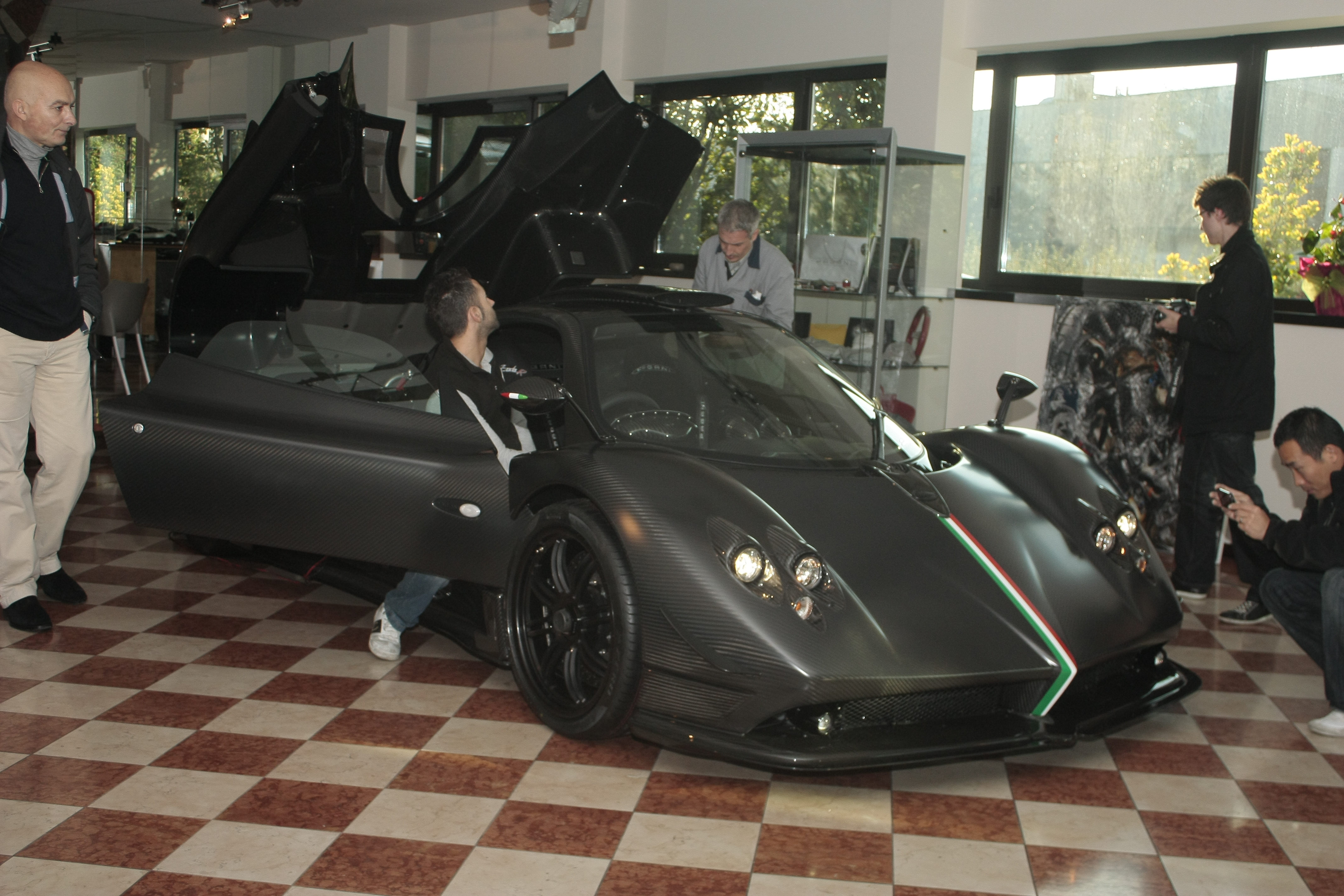
La Pagani Zonda Absolute

La Absolute condivide la meccanica della Zonda Cinque, e come unica differenza presenta il corpo in fibra di carbonio non verniciato e solcato al centro da un tricolore che si estende fino all'airbox.

### Zonda 760 RS

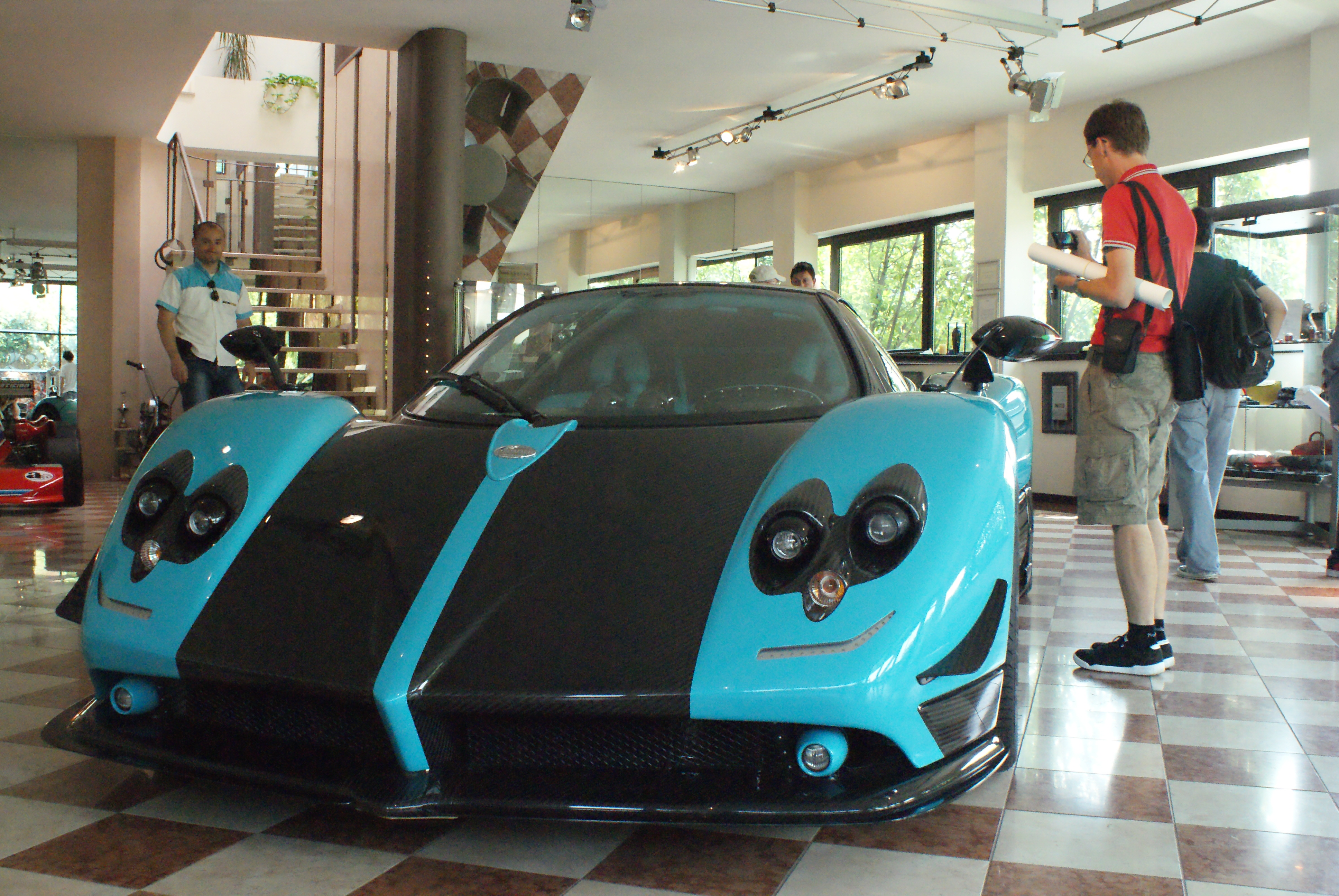
La pagani Zonda Uno

La 760 RS è una versione ad alte prestazioni della Zonda prodotta in unico esemplare, che ha trovato acquirente in Cile. Il nome deriva dalla potenza che è in grado di produrre il propulsore V12 6.0 con lubrificazione a carter secco, e cioè 760 CV. Ciò produce un'accelerazione da 0 a 100 km/h in meno di 3 secondi, con velocità massima di 350 km/h. La 760 RS è la prima Zonda a montare questo ultimo upgrade al motore, ed ufficialmente la prima delle cinque "Zonda 760" ufficiali: la lista si completa con le Zonda 760 LH, 760 RSJ (poi convertita in Zonda Viola), 760, 760 Roadster.

### Zonda Uno
La Zonda Uno è stata realizzata in un unico esemplare e sfoggia una colorazione azzurra con bande sportive nere. È equipaggiata con un propulsore AMG V12 7.3 dalla potenza di 700 CV.

### Zonda 760 LH
La 760 LH è una Zonda derivata dalla 760 RS e realizzata appositamente per il pilota di Formula 1 Lewis Hamilton. Rispetto alla 760 RS, la LH è dotata di un cambio manuale a 6 rapporti. Inoltre, è facilmente riconoscibile per l'appariscente colore viola che, insieme al carbonio a vista, caratterizza l'esterno dell'auto.

### Zonda 764 Passione
La 764 Passione è una versione one-off con la carrozzeria non verniciata, in modo da esporre il carbonio che la compone. Presenta inoltre delle bande Tricolori lungo il cofano. La meccanica è analoga a quella della 760 LH. Quest'auto è stata consegnata in Giappone.

### Zonda Fantasma

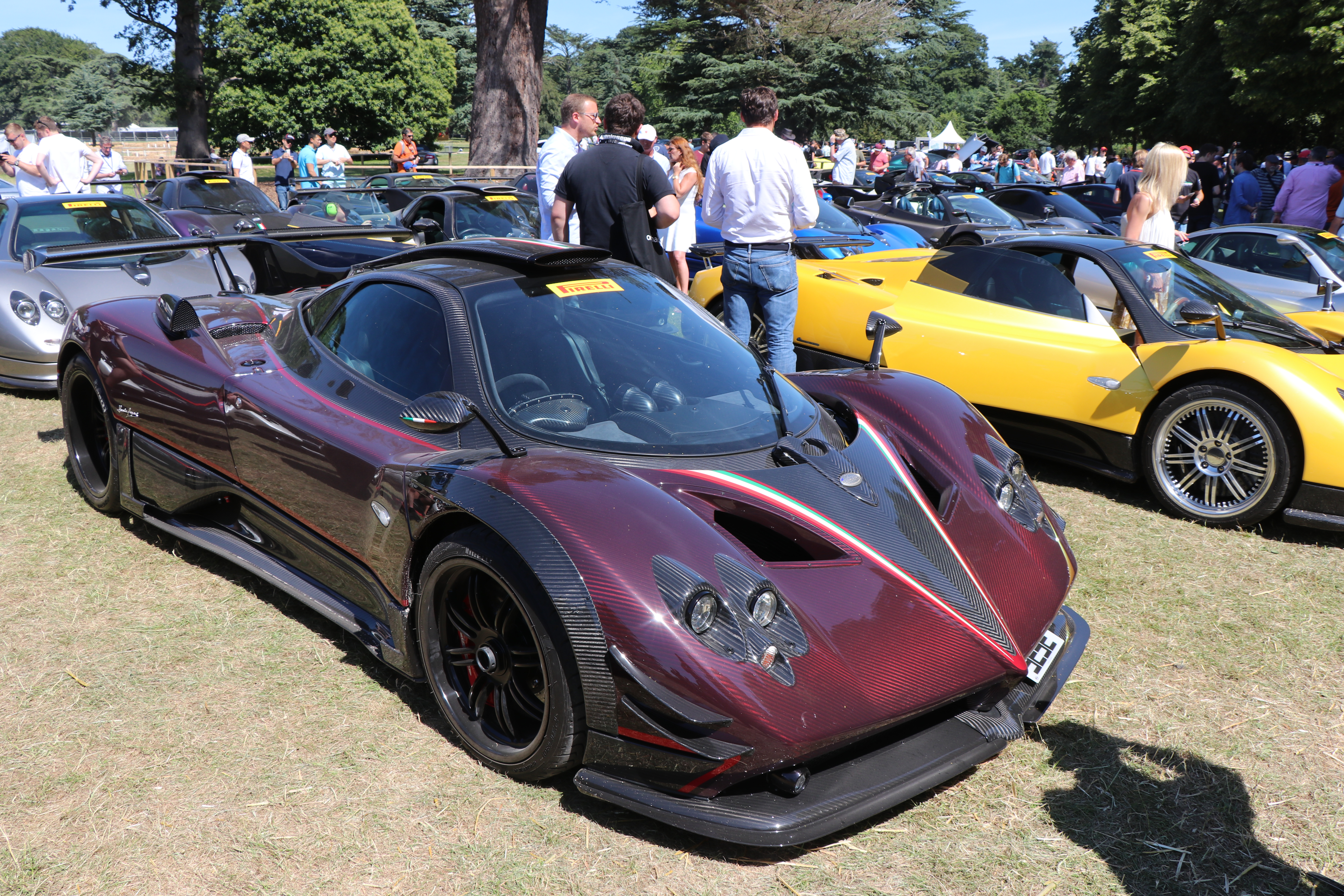
La Pagani Zonda 760 Fantasma Evo

La 760 Fantasma è una one-off della casa emiliana ed è la quarta della serie 760. Frutto di un attento lavoro di ricostruzione di un esemplare di Zonda F incidentato, riprende i tratti estetici delle altre 760 tra cui il nuovo frontale con luci a LED e svariate appendici aerodinamiche, un grosso alettone posteriore e una presa d'aria sul tetto. La trasmissione è sequenziale come sulla 760 RS. Nel 2017 è stata ulteriormente aggiornata ed ha assunto una nuova denominazione: Zonda 760 Fantasma Evo. In questa sua nuova evoluzione, la Fantasma ha ricevuto un cambio manuale e modifiche estetiche specialmente nel frontale, riprese da altre versioni one-off della Zonda.

### Zonda Venti
La Venti viene presentata nell'anno del ventesimo della Zonda, e rappresenta un omaggio alla purezza delle linee dell'auto. Pur essendo una moderna One-Off, infatti, rinuncia a spoiler esagerati, pinne e altre appendici aerodinamiche. Gli esterni sono verniciati in verde e gli interni sono tabacco, con un cambio manuale a completare una configurazione estremamente di classe.

### Zonda Kiryu
La Zonda 760 Kiryu è una versione one-off della Zonda, ordinata da un cliente giapponese. Il nome Kiryu, infatti, in giapponese significa "drago della speranza". La vettura è una Roadster, e presenta carbonio blu a vista sull'intera carrozzeria. Sia l'interno che l'esterno dell'auto sono caratterizzati da innumerevoli dettagli azzurri.

### Zonda 760 RSJX
Questo esemplare della serie 760, detto anche "Zonda X", è stato consegnato nel 2013 per la prima volta, e poi nel 2016, dopo essere stato aggiornato in fabbrica ed aver assunto il nome di Zonda 760 Viola, per via del nuovo colore della carrozzeria. Originariamente, l'auto era di un azzurro molto chiaro, con una striscia tricolore che andava a solcare il carbonio a vista, ripreso dalla Zonda Cinque nella sua forma rettangolare all'anteriore, e presentava innumerevoli dettagli unici. Dopo l'aggiornamento del 2016, come detto, è stata ridipinta in viola ed ha anche "perso" buona parte delle appendici aerodinamiche uniche che aveva, come i canard sulle ruote anteriori, ma in compenso ha mantenuto l'interno celeste della sua versione precedente.

### Zonda LM
La 760 LM è una nuova edizione one-off della Zonda. Caratterizzata all'anteriore da fari differenti rispetto a quelli delle altre Zonda, con una copertura integrale simile a quella dei prototipi da corsa. Da qui il nome LM, sigla che sta per "Le Mans", storica sede della 24 ore più conosciuta al mondo. Al posteriore vanta anche un alettone inedito, decisamente più esteso rispetto alle altre 760, che va ad attaccarsi direttamente ai lati dell'auto. Infine, sono aggiunte due file di led come stop aggiuntivi al posteriore.

### Zonda LM Roadster
Un anno dopo aver ricevuto la 760 LM, lo stesso cliente riceve la sua versione Roadster. Ha gli stessi elementi distintivi della coupé, a parte dei dettagli cromatici: infatti questa versione ha delle strisce di colore verde sulla carrozzeria in carbonio a vista.

### Zonda ZoZo
Durante il 2015 fa la sua apparizione una ennesima versione unica della serie 760 della Zonda, denominata ZoZo e destinata ad un cliente giapponese. Per gli esterni, prende ispirazione da un altro modello unico, la famosa Zonda LH: anche la ZoZo infatti vanta un colore viola decisamente appariscente accompagnato da elementi in carbonio a vista. Al posteriore presenta gli stessi led aggiuntivi delle 760 LM. Ci sono invece due elementi inediti per una Zonda: sul cofano anteriore compaiono delle nervature aggiuntive, comunque non troppo vistose. Saltano subito all'occhio, invece, delle paratie poste sugli archi ruota posteriori, a coprire parte della ruota stessa: questo elemento trae ispirazione da alcune auto da corsa, ad esempio la Jaguar XJR-9.

### Zonda AG
Nel 2015 viene consegnata negli EAU una nuova versione Roadster della serie 760. L'esterno è caratterizzato da un blu che lascia intravedere la trama della fibra di carbonio, che viene lasciato invece completamente a vista in alcuni dettagli della carrozzeria. Il paraurti anteriore è reso ancora più aggressivo da due canard per parte. L'airscoop mutuato dalla Zonda Cinque e presente anche sulle 760 sovrasta le teste dei passeggeri. Inoltre, è equipaggiata con un cambio manuale a 6 marce.

### Zonda 760 VR

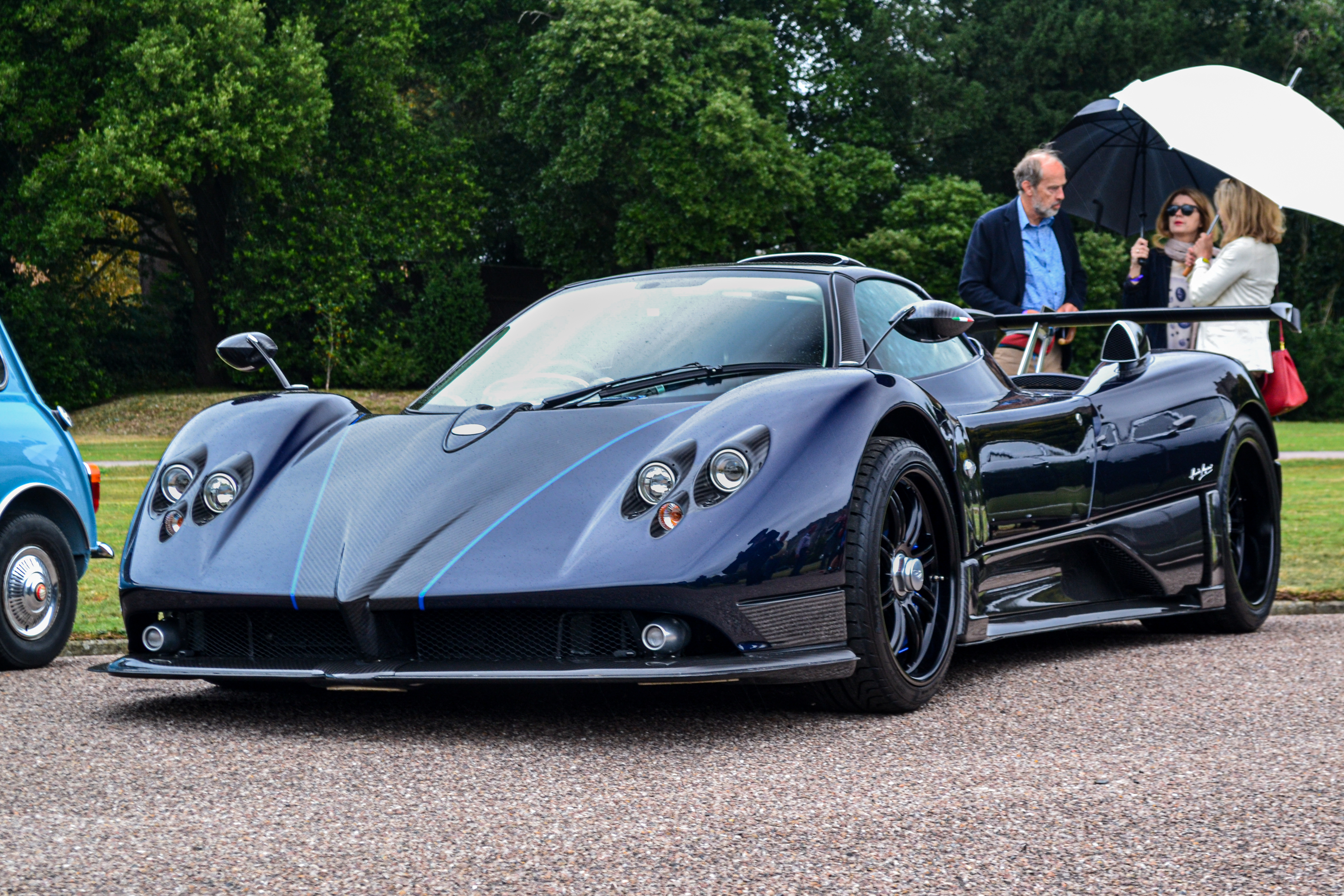
La Pagani Zonda 760 VR Roadster

Sempre nel 2015, fa la sua apparizione per le strade di Londra la Zonda 760 VR. L'esterno vanta una combinazione di carbonio a vista e verniciatura blu scuro, con delle strisce azzurre a completare l'opera.

### Zonda JC
La JC è l'ennesima versione one-off della Zonda 760. Presenta un corpo vettura in carbonio a vista con dettagli rosa, che combacia con la configurazione che il proprietario cinese predilige, dato che la ha anche sulle sue altre auto, tra cui una Koenigsegg One:1 e una Ferrari FXX K. Al posteriore ha un doppio spoiler, e all'anteriore una configurazione del tutto nuova per la Zonda, che verrà poi ripresa anche dalla "By Mileson" e dalla "Fantasma EVO".

### Zonda By Mileson
La "By Mileson" è una versione one-off della Zonda 760, che riprende il corpo vettura e le appendici aerodinamiche della JC. La carrozzeria è finita con carbonio blu a vista, e ciò, a primo impatto, la rende simile alla Kiryu, da cui però si differenzia per il nuovo design dell'anteriore e per altre decine di piccoli dettagli.

### Zonda MD
La Zonda MD è un esemplare unico di Zonda 760 prodotto nel 2016, molto simile alla "By Mileson". Presenta infatti lo stesso design nel frontale, e la stessa finitura esterna in carbonio blu a vista. Si differenzia però per la minore quantità di appendici aerodinamiche, e dall'alettone posteriore singolo, molto meno complesso di quello doppio e più sviluppato anche in altezza della "By Mileson".

### Zonda Danubio
La Zonda Danubio presenta una configurazione esterna dominata da vernice bianco perla e carbonio blu, da cui deriva il nome di questa One-Off.

### Zonda Zun
La Zun nasce dalle ceneri di una Zonda F Roadster e presenta un enorme spoiler posteriore diviso in due unità. Facilmente riconoscibile per gli esterni, completamente in carbonio viola a vista, accompagnati da dettagli anodizzati in fucsia. 

### Zonda Sapphire
Nata dalla conversione di una Zonda F, la Sapphire presenta degli esterni in carbonio blu satinato, da cui deriva il nome della One-Off.

### Zonda AY
La AY presenta degli esterni completamente in carbonio a vista, con una particolare verniciatura superficiale cangiante dal viola al giallo a seconda della luce esterna. Gli interni fucsia completano la configurazione di una Zonda tutt'altro che sobria, complice anche l'enorme spoiler posteriore.

### Zonda King
Residente ad Hong Kong, la Zonda King nasce come upgrade di una Zonda F e presenta una configurazione completamente in carbonio a vista, con un vistoso spoiler posteriore e fari oscurati per concludere il look da "Batmobile".

### Zonda Oliver Evolution

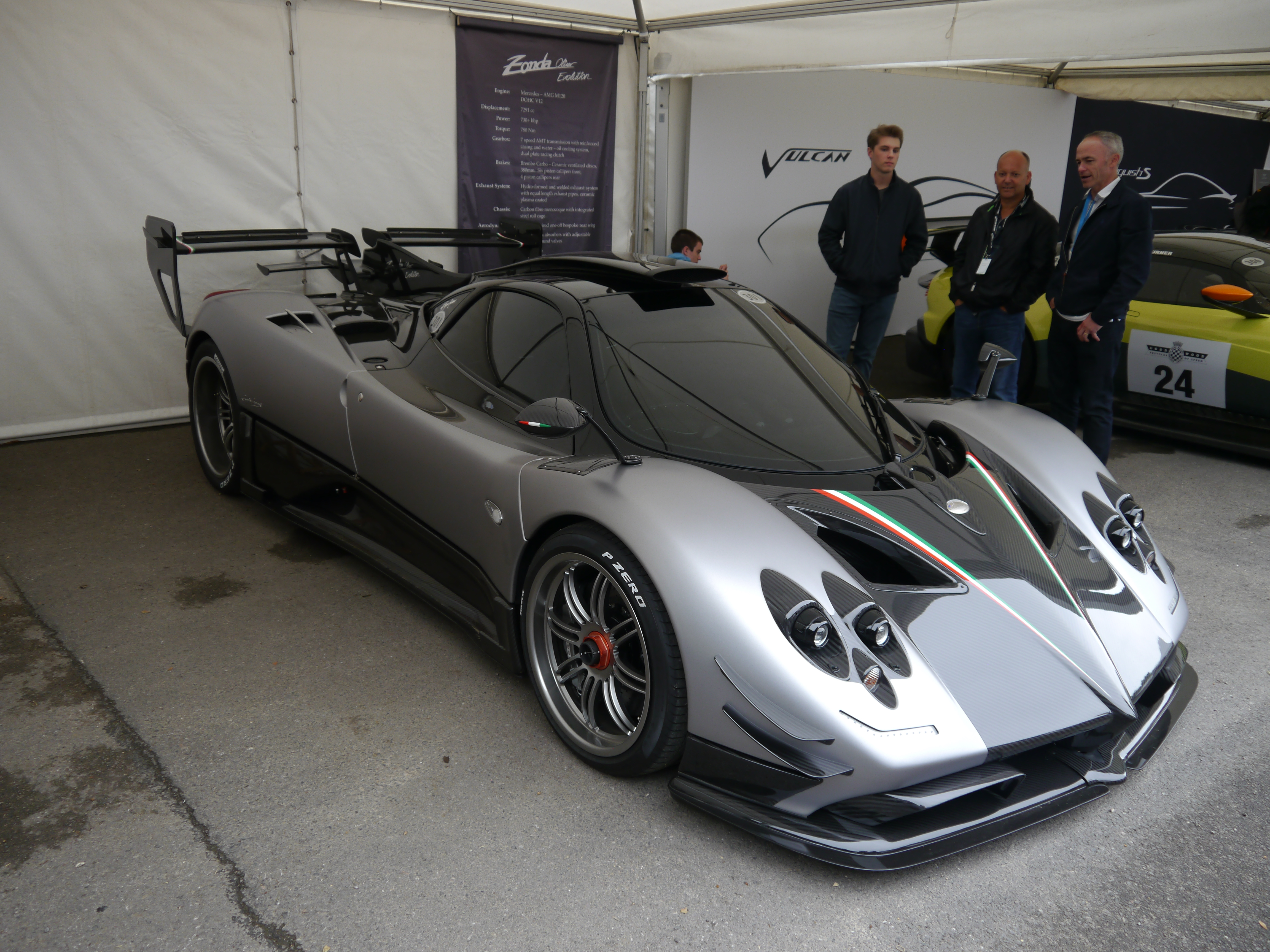
La Pagani Zonda Oliver Edition

Questo esemplare di Zonda 760 porta il nome del figlio del proprietario, che riceverà la vettura al compimento dei 18 anni. Nel 2016, anno di consegna (a Tokyo) dell'auto, il bambino aveva 9 anni. Esteticamente, è un mix di verniciatura argento, strisce tricolori e carbonio a vista. Per quanto riguarda il design e le appendici aerodinamiche, sia nel frontale che nel posteriore, si rifà alla 760 JC.

### Zonda Oliver Evo Roadster
Lo stesso proprietario della Oliver Evolution ordina, qualche anno dopo, la variante scoperta. Questa Zonda presenta lo stesso, enorme spoiler posteriore della sorella Coupé, e la ricorda molto dal punto di vista estetico, pur con diverse differenze. Su tutte, si citano l'esterno totalmente in carbonio a vista, con una finitura satinata grigio scuro, ed il cambio sequenziale in luogo del manuale che equipaggia la Coupé.

### Zonda Unica
La Zonda Unica prende fortemente ispirazione dalla Zonda Tricolore, con la particolarità di essere una Roadster. All'esterno domina, infatti, carbonio blu a vista, con la tipica forma a V in carbonio "nudo" contornata da strisce tricolore. Un'altra differenza rispetto alla Tricolore originale è la presenza di un cambio manuale.

### Zonda 760 Roadster
Completata e consegnata nel 2022, questa Zonda chiude il ciclo delle "Zonda 760" ed è l'unica tra le cinque ad essere Roadster. L'auto presente una verniciatura inedita per Pagani, denominata Liquid chrome silver. L'interno è un mix di color tabacco e bianco, con un cambio manuale a garantire il massimo coinvolgimento alla guida.

### Zonda Riviera
La Zonda Riviera è stata presentata il 27/07/17 ed è una 1 of 1 dedicata alla riviera francese, la Costa Azzurra. Presenta una colorazione bianca con grandi inserti in carbonio e dettagli blu, compresa la striscia che solca il frontale. Non si hanno ancora informazioni sulla meccanica.

### Zonda Aether
La Zonda Aether presenta degli esterni in carbonio a vista, in parte lucido in parte satinato, e un cambio manuale. Nel 2019 questo esemplare viene battuto all'asta da RM Sotheby's per la cifra record di 6.8 milioni di $.

### Zonda Diamante Verde
La Diamante Verde presenta una particolare finitura del carbonio: nello strato trasparente, infatti, sono stati inseriti dei flakes metallici di colore verde, che donano all'auto riflessi smeraldini quando esposta a fonti di luce. Da questa caratteristica deriva il nome di questa Zonda Roadster One-Off.

### Zonda HP Barchetta

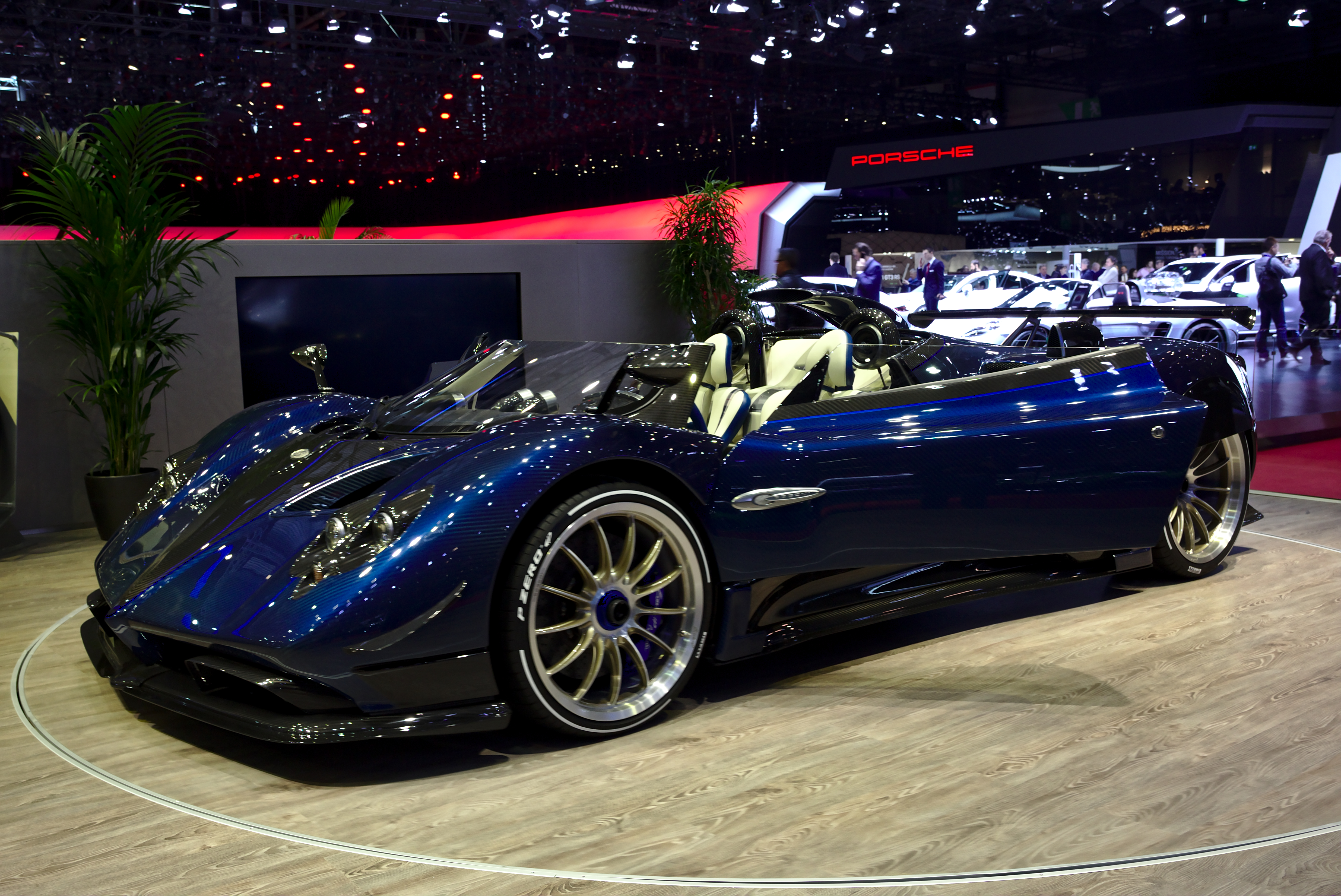
La Pagani Zonda HP Barchetta

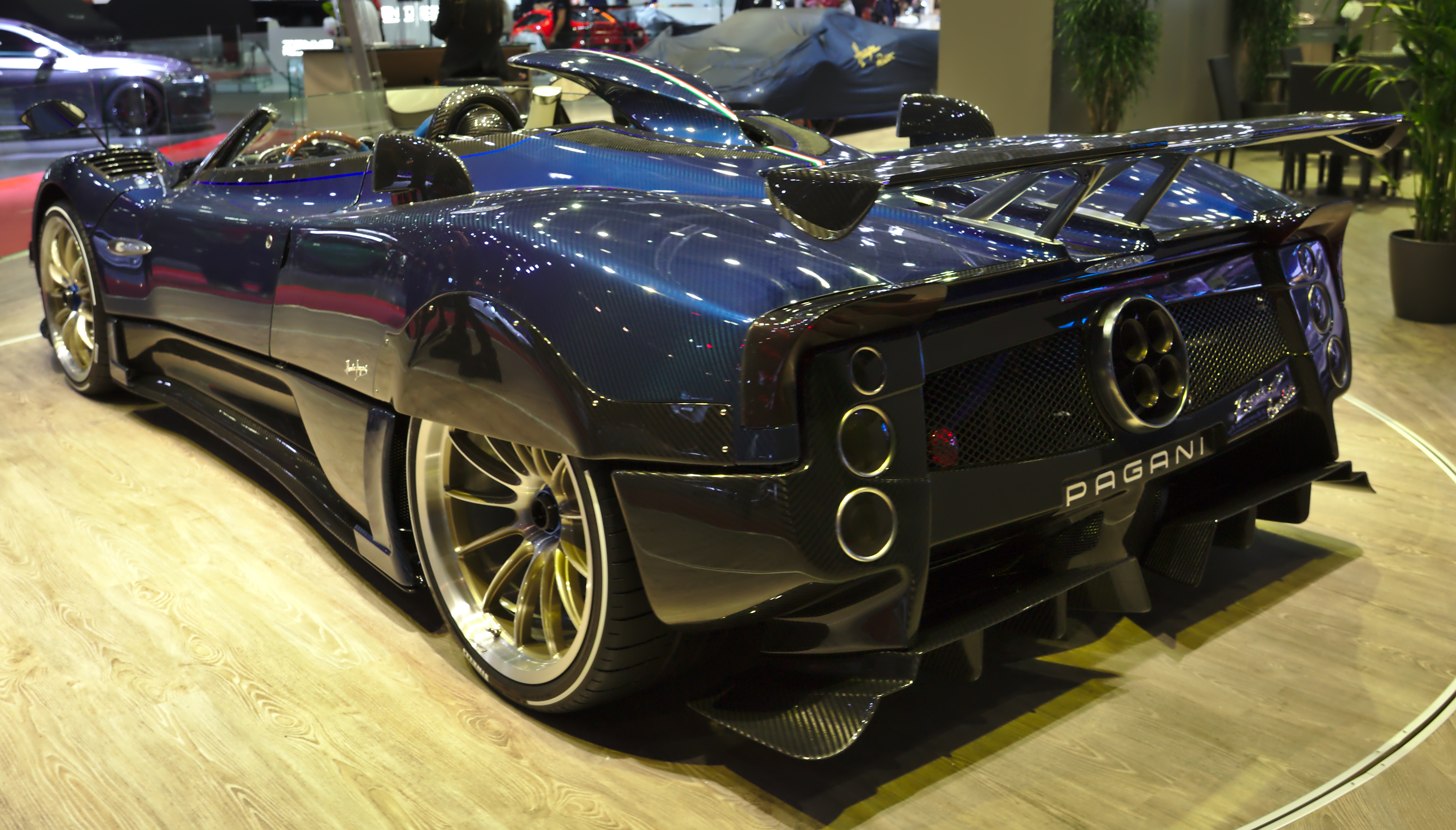
Vista posteriore

Nel 2017, durante il concorso d'eleganza di Pebble Beach, Pagani presenta a sorpresa una nuova Zonda, la HP Barchetta. Questo esemplare in particolare, il numero 1 di 3 che verranno prodotti, è stato realizzato per Horacio Pagani stesso, e presenta una carrozzeria completamente in carbonio blu a vista, marchio di fabbrica di Pagani. La particolarità della Barchetta è, come suggerisce il nome, la mancanza del tetto, insieme ad altri elementi stilistici 'presi in prestito' da altre one off: le paratie posteriori della ZoZo, i fari posteriori delle LM, il cofano anteriore con prese d'aria aggiuntive e così via. Mutuato dalla Cinque il roof-scoop. Come elementi unici, l'auto presenta dei cerchioni inediti con gommatura Pirelli di ultima generazione ed uno scarico ridisegnato, che dona una tonalità estremamente particolare al ruggito di questa Zonda, sempre prodotto dal V12 aspirato da 7.3 litri di AMG. La potenza dovrebbe aggirarsi intorno agli 800 CV, anche se non ci sono dati precisi comunicati dalla casa, così come il prezzo non è stato ancora rivelato: è stato in ogni caso detto che sarà tra le auto nuove più costose mai prodotte. Per chiudere, questa Zonda presenta un piacevole ritorno al cambio manuale a 6 marce, per un'esperienza di guida unica.